# بينغ بن لي
بينغ بن لي (بالصينية: 李屏賓) (و. 1954  م) هو مصور سينمائي، ومصور تايواني، ولد في تايوان.

## وصلات خارجية
- بينغ بن لي على موقع IMDb (الإنجليزية)
- بينغ بن لي على موقع قاعدة بيانات الأفلام العربية
- بينغ بن لي على موقع ألو سيني (الفرنسية)
- بينغ بن لي على موقع أول موفي (الإنجليزية)
- بينغ بن لي على موقع قاعدة بيانات الأفلام السويدية (السويدية)
- بينغ بن لي على موقع قاعدة بيانات الفيلم (الإنجليزية)
- بينغ بن لي على موقع كينوبويسك (الروسية)